# Víctor Brown
Víctor Brown Rojas (7 marzo 1927 – ...) è stato un calciatore boliviano, di ruolo attaccante.

## Carriera
Prese parte con la nazionale bolivia ai Mondiali del 1950.
Disputò inoltre con la Bolivia il Campeonato Sudamericano nel 1953 .